# Áxel Vizuete Continente
Áxel Vizuete Continente (San Baudilio de Llobregat, Barcelona, 19 de enero de 1983) es un exfutbolista y entrenador de fútbol español, que actualmente está sin equipo.

## Trayectoria

### Como jugador
Áxel Vizuete actuaba como delantero centro y se formó en las categorías inferiores del EF Garrotxa, RCD Espanyol, Real Madrid CF y RCD Mallorca. La mayoría de su trayectoria la pasaría entre la Tercera División y la Segunda División B, formando parte de clubs como Real Club Deportivo Mallorca "B", Club Deportivo Ferriolense, Unión Deportiva Xove Lago, Club de Fútbol Villanovense, Club Esportiu Banyoles, Centre d'Esports L'Hospitalet, Atlético de Madrid B, CE Sabadell, Unió Deportiva Atlètica Gramenet, Club de Futbol Peralada y Palamós Club de Futbol, donde colgó las botas en 2015.

### Como entrenador
Antes de colgar las botas, compaginó su etapa de jugador en el Club de Futbol Peralada con la dirección de su equipo juvenil, al que dirigió desde 2012 a 2014.
El 10 de marzo de 2015, firma como entrenador del Club Esportiu Banyoles hasta el final de la temporada.
En junio de 2015, firma como entrenador de la Unió Esportiva La Jonquera, en el que trabaja hasta el 27 de marzo de 2017.
En junio de 2017, firma como entrenador del Girona Fútbol Club "B", al que dirige durante seis temporadas. Con el filial gerundense logró dos ascensos hasta llegar a la Tercera RFEF y llegó a dirigirlo en dos fases de ascenso a Segunda RFEF. Además, bajo su mando 17 jugadores han llegado a debutar con el primer equipo.
El 10 de junio de 2023, firma como entrenador de la Sociedad Cultural y Recreativa Peña Deportiva de la Segunda División RFEF.
El 20 de octubre de 2023, es destituido como entrenador de la Sociedad Cultural y Recreativa Peña Deportiva, después de enlazar tres jornadas sin ganar, con el equipo en la décima posición con un triunfo, cuatro empates y dos derrotas en el grupo 3 de Segunda División RFEF.

## Trayectoria como entrenador
| Club                                          | País   | Año       |
| --------------------------------------------- | ------ | --------- |
| Club Esportiu Banyoles                        | España | 2015      |
| Unió Esportiva La Jonquera                    | España | 2015-2017 |
| Girona Fútbol Club "B"                        | España | 2017-2023 |
| Sociedad Cultural y Recreativa Peña Deportiva | España | 2023      |